# Dryobates
A Dryobates a madarak (Aves) osztályának harkályalakúak (Piciformes) rendjébe, ezen belül a harkályfélék (Picidae) családjába tartozó nem.

## Tudnivalók
A korábbi rendszertani besorolások szerint, az idetartozó fajok a Picoides,, illetve a Dendrocopos nemekbe tartóztak. Ezt a taxonnevet 1826-ban, Friedrich Boie német entomológus, herpetológus, ornitológus és ügyvéd alkotta meg. Ez a szó a görög nyelvből ered: druos = „erdei” és batēs = „járó”.

## Rendszerezés
A nembe az alábbi 5 faj tartozik:
- skarlátmellű fakopáncs (Dryobates cathpharius) (Blyth, 1843)[4] - szinonima: Dryobates pernyii
- kis fakopáncs (Dryobates minor) (Linnaeus, 1758)[5]
- Nuttel-harkály (Dryobates nuttallii) (Gambel, 1843)[6]
- csíkoshátú fakopáncs (Dryobates scalaris) (del Hoyo and Collar, 2014)[7]
- pehelyharkály (Dryobates pubescens) (Linnaeus, 1766)[8] - típusfaj

### Fordítás
- Ez a szócikk részben vagy egészben  a   Dryobates című angol Wikipédia-szócikk ezen változatának fordításán alapul.  Az eredeti cikk szerkesztőit annak laptörténete sorolja fel. Ez a jelzés csupán a megfogalmazás eredetét és a szerzői jogokat jelzi, nem szolgál a cikkben szereplő információk forrásmegjelöléseként.